# Baulandmaske
Eine Baulandmaske (manchmal auch fälschlich mit Baumaske bezeichnet) ist ein schmaler, selbstständig nicht bebaubarer Streifen Land, der planungsrechtlich zum Bauland zählt, zwischen einem Baugrundstück und dem Straßenland liegt und eigentumsmäßig aber (noch) nicht zu dem angrenzenden Baugrundstück gehört. Meist handelt es sich um Flächen, die nach Verringerung der ursprünglichen Breite einer früher schon parzellierten Straße oder einer Veränderung in der Trassenführung bei einer Kataster-Straßenschlussvermessung einer neu gebauten Straße als Baulandstreifen vor bereits ausreichend parzellierten Baugrundstücken verbleiben. Die Anlieger haben zwar dadurch ihren direkten Anschluss an das Straßenland verloren, besitzen nun jedoch ein Notwegerecht nach § 917 des Bürgerlichen Gesetzbuchs.

Beispiel von am Zörgiebelweg in Berlin-Spandau entstandenen Baulandmasken, zum Beispiel die Flurstücke 1361, 1362, 1045 usw. Wenn die Anlieger, die Eigentümer der Flurstücke 1302, 1303, 1304 etc. die Flächen schon angekauft haben, handelt es sich nicht mehr um eine Baulandmaske.

Die Fläche einer Baulandmaske kann meistens sinnvoll nur im Zuge einer Arrondierung durch den Eigentümer des anliegenden Baugrundstücks genutzt werden; für den bisherigen Eigentümer, meist die Gemeinde, sind diese Flächen überflüssig und eher wertlos. Beispielsweise verkauft das Land Berlin daher unter dem Aspekt des Interessenausgleichs derartige Baulandmasken in der Regel zu 50 % des Bodenrichtwerts von Bauland an die Anlieger.
Wenn das Eigentum mit dem Baugrundstück nach dem Ankauf zusammengeführt ist, handelt es sich nicht mehr um eine Baulandmaske, sondern die Fläche hat dann in der Regel die gleiche baurechtliche Qualität und den gleichen Bodenwert wie das Grundstück, von dem hinzugekauft wurde.